# 124
124 (CXXIV) var ett skottår som började en fredag i den julianska kalendern.

## Händelser

### Okänt datum
- Hadrianus börjar återuppbygga Olympeion i Aten.
- Under en resa till Grekland initieras Hadrianus i de uråldriga riter, som är kända som de eleusiniska mysterierna.
- Nahapana, kung över skyterna besegras och dör på slagfältet, då han kämpar mot kung Andhra Gautamiputra Satakarni i norra Indien. Detta nederlag krossar den skytiska dynastin Ksaharâtas.

## Avlidna
- Nahapana, kung över skyterna